# Parco archeologico di Roccagloriosa
Il Parco archeologico di Roccagloriosa è un sito di interesse storico situato  a Roccagloriosa (SA), nel Cilento. Comprende sia aree archeologiche all'aperto che musei dedicati alla cultura lucana risalente al IV-III secolo a.C..

## Aree Archeologiche

### Insediamento Lucano
L'antico insediamento lucano si trova ai piedi del Monte Capitenali ed era protetto da una vasta cinta muraria, di cui sono ancora visibili i resti.

### Necropoli Monumentale
La necropoli è situata nella località La Scala, esterna alle mura di fortificazione. Tra le tombe più significative si segnalano la Tomba 19 e la Tomba 24, che hanno restituito corredi funerari ricchi di ceramiche dipinte, armi metalliche e monili in oro.

## Musei Collegati

### Antiquarium di Roccagloriosa
L'Antiquarium si trova nella sede comunale in Piazza del Popolo e ospita reperti archeologici provenienti dal sito, tra cui ceramiche, utensili e oggetti di uso quotidiano.

### Museo "Antonella Fiammenghi"
Il museo, allestito all’interno della Chiesa di Santa Maria ad Martyres, conserva i reperti più pregiati rinvenuti nella necropoli, tra cui gioielli in oro, vasellame bronzeo e armi, rappresentativi dell’alto livello artistico e artigianale della cultura lucana.